# ألفرد روشون
ألفرد روشون هو قاضي وسياسي كندي، ولد في 1 فبراير 1847، وتوفي في 17 نوفمبر 1909 في كندا. حزبياً، نشط في حزب كيبيك الليبرالي. وقد انتخب عضو الجمعية الوطنية في كيبك ‏.